# Roger Nivière
Alexandre Louis Marie Roger Nivière (Parigi, 10 gennaio 1867 – Parigi, 28 aprile 1917) è stato un tiratore a volo francese.

## Carriera
Partecipò alle Olimpiadi 1900 di Parigi dove arrivò ventiduesimo nella gara di fossa olimpica.